# 微分の一般化
微分の一般化（びぶんのいっぱんか、英:Generalizations of the derivative）とは、数学の各分野でそれぞれ使われる微分を一般化する試みである。解析学に限らず、代数学や幾何学への応用ができる。